# Цэван-Рабдан
Цэван-Рабдан (калм. Цевң Равдан, монг. Цэвээнравдан; 1663 — 1727) — четвёртый хунтайджи Джунгарского ханства с титулом Чин-Зоригту-хунтайджи (калм. Зоригт хун тәәҗ, зоригту — храбрый/отважный; 1697 — 1727). Из рода Чорос, младший сын Сенге (1653 — 1671) и возможно Ану-хатун.

## Биография
После смерти Сенге его сыновья, Цэван-Рабдан и Соном-Рабдан, подняли мятеж против верховной власти их дяди — Галдана-Бошогту, но потерпели поражение. Соном-Рабдан был отравлен по приказу Галдана, а Цэван-Рабдан бежал в Турфан. Во время войны Галдана против Цинской империи в Монголии (1688—1697) Цэван-Рабдан поднял вооруженное восстание в Джунгарии и захватил ханский престол. 
Согласно ойратской летописи «Родословная монголов» (монг. Монголын уг эхийн түүх), свой титул Чин-Зоригту Цэван-Рабдан получил от калмыцкого Аюки-хана.  
В 1698—1699 годах ойратские войска нанесли поражение казахам, а в 1700 году Цэван-Рабдан полностью завоевал Восточный Туркестан. При нём Джунгарское ханство установило дружеские связи с откочевавшими на Волгу калмыками. Цэван-Рабдан укрепил центральную власть и экономику ханства, поощряя землепашество и развитие ремёсел, промыслов и торговли. Стремясь расширить границы, вёл ряд успешных войн в Казахстане и Средней Азии, а в 1716—1717 годах временно захватил Тибет.
Хунтайджи поддерживал оживлённые посольские и торговые связи с Русским государством, которые, однако, были осложнены конфликтом 1714—1716 годов. Но основные внешнеполитические усилия Цэван-Рабдана были направлены на противоборство с завоевательной политикой маньчжурских императоров династии Цин, с которыми он вёл ряд войн в 1715—1721 годах.
Годы правления Цэван-Рабдана ознаменовались ростом могущества Джунгарского ханства, достигшего наибольшего подъёма в царствование его старшего сына Галдан-Цэрэна (1727—1745).